# Campeonato da Região Sul-Fronteira de 2014
O Campeonato da Região Sul-Fronteira 2014 ou Campeonato Ivanio Branco de Araujo 2014 foi a segunda edição da competição. A competição foi realizada no segundo semestre e envolverá clubes de futebol profissional oriundos da Metade Sul do Estado. Ocorre de forma paralela aos Campeonatos Regionais das regiões Metropolitana e Serrana,  já que os campeões de cada região disputarão em dezembro a Super Copa Gaúcha.

## Fórmula de Disputa
O Campeonato da Região Sul-Fronteira de 2014 será disputado em duas fases, sendo:
1ª Fase – Composta pelos 1º e 2º turnos,
2ª Fase – Fase Final, onde enfrentam-se  o campeão do 1º Turno x o campeão do 2º turno.
Os turnos são divididos em três etapas. Na primeira, os clubes realizam jogos contra adversários dentro do grupo, em partidas somente de ida, classificando-se para a segunda etapa os quatro primeiros colocados do grupo. A segunda etapa é a semifinal, onde as quatro equipes classificadas realizam jogos de ida e volta. O primeiro enfrenta o quarto e o segundo joga com o terceiro. Já a terceira etapa é a final entre os vencedores das semifinais.
Os campeões de cada turno se enfrentam na grande final.

## Participantes
| Clube       | Cidade            | Estádio               | Participações | Melhor Colocação    |
| ----------- | ----------------- | --------------------- | ------------- | ------------------- |
| Bagé        | Bagé              | Pedra Moura           | 3ª            | 5º (em 2010 e 2013) |
| Lajeadense  | Lajeado           | Alviazul              | 1ª*           | —                   |
| Farroupilha | Pelotas           | Nicolau Fico          | 2ª            | 3º (em 2013)        |
| Grêmio      | Eldorado do Sul   | CT de Eldorado do Sul | 1ª*           | —                   |
| São Paulo   | Rio Grande        | Aldo Dapuzzo          | 4ª            | Campeão (em 2011)   |
| Santa Cruz  | Santa Cruz do Sul | Plátanos              | 1ª            | —                   |
| Guarani     | Venâncio Aires    | Edmundo Feix          | 1ª            | —                   |

- O Lajeadense e o Grêmio já participaram do torneio de outra região anteriormente.

## Primeira fase
| Primeira Fase - Classificação | Primeira Fase - Classificação | Primeira Fase - Classificação | Primeira Fase - Classificação | Primeira Fase - Classificação | Primeira Fase - Classificação | Primeira Fase - Classificação | Primeira Fase - Classificação | Primeira Fase - Classificação | Primeira Fase - Classificação |
| Pos                           | Times                         | Pts                           | J                             | V                             | E                             | D                             | GP                            | GC                            | SG                            |
| ----------------------------- | ----------------------------- | ----------------------------- | ----------------------------- | ----------------------------- | ----------------------------- | ----------------------------- | ----------------------------- | ----------------------------- | ----------------------------- |
| 1                             | Lajeadense                    | 22                            | 12                            | 6                             | 4                             | 2                             | 19                            | 13                            | +6                            |
| 2                             | Grêmio                        | 22                            | 12                            | 6                             | 4                             | 2                             | 16                            | 11                            | +5                            |
| 3                             | Guarani                       | 18                            | 12                            | 5                             | 3                             | 4                             | 15                            | 14                            | +1                            |
| 4                             | São Paulo-RS                  | 17                            | 12                            | 4                             | 5                             | 3                             | 15                            | 16                            | -1                            |
| 5                             | Santa Cruz-RS                 | 15                            | 12                            | 4                             | 3                             | 5                             | 14                            | 18                            | -4                            |
| 6                             | Bagé                          | 11                            | 12                            | 2                             | 5                             | 5                             | 14                            | 13                            | +1                            |
| 7                             | Farroupilha                   | 8                             | 12                            | 2                             | 2                             | 8                             | 12                            | 20                            | -8                            |

|  |                                           |
|  | Zona de classificação para a próxima fase |

| Jogos - Resumo |       |       |       |       |       |       |       |
|                | BAG   | FAR   | GRE   | GVA   | LAJ   | SPA   | SCR   |
| Bagé           | —     | 0 - 0 | 0 - 1 | 1 - 2 | 2 - 2 | 3 - 0 | 4 - 1 |
| Farroupilha    | 1 - 1 | —     | 1 - 2 | 3 - 1 | 1 - 3 | 0 - 2 | 1 - 0 |
| Grêmio         | 1 - 1 | 1 - 0 | —     | 3 - 2 | 1 - 1 | 2 - 2 | 1 - 1 |
| Guarani        | 0 - 0 | 2 - 1 | 1 - 0 | —     | 2 - 1 | 1 - 1 | 2 - 0 |
| Lajeadense     | 2 - 1 | 2 - 1 | 2 - 1 | 0 - 0 | —     | 3 - 1 | 0 - 1 |
| São Paulo-RS   | 1 - 0 | 3 - 2 | 0 - 1 | 2 - 1 | 1 - 1 | —     | 1 - 1 |
| Santa Cruz-RS  | 2 - 1 | 3 - 2 | 1 - 2 | 2 - 1 | 1 - 2 | 1 - 1 | —     |

|  |                     |  |        |  |                      |
|  | Vitória do Mandante |  | Empate |  | Vitória do Visitante |

## Fase Final

### Esquema
|  | Semifinais 1 a 9 de novembro | Semifinais 1 a 9 de novembro | Semifinais 1 a 9 de novembro | Semifinais 1 a 9 de novembro |   |            | Final 12 e 16 de novembro | Final 12 e 16 de novembro | Final 12 e 16 de novembro | Final 12 e 16 de novembro |
|  |                              |                              |                              |                              |   |            |                           |                           |                           |                           |
|  | São Paulo-RS                 | 1                            | 0                            | 1                            |   |            |                           |                           |                           |                           |
|  | Lajeadense                   | 3                            | 5                            | 8                            |   |            |                           |                           |                           |                           |
|  | Lajeadense                   | 3                            | 5                            | 8                            |   | Lajeadense | 1                         | 2                         | 3                         |                           |
|  |                              |                              |                              |                              |   | Lajeadense | 1                         | 2                         | 3                         |                           |
|  |                              | Grêmio                       | 1                            | 0                            | 1 |            |                           |                           |                           |                           |
|  | Guarani                      | Grêmio                       | 1                            | 0                            | 1 | 1          | 1                         | 2 (2)                     |                           |                           |
|  | Guarani                      |                              |                              |                              |   | 1          | 1                         | 2 (2)                     |                           |                           |
|  | Grêmio                       | 1                            | 1                            | 2 (4)                        |   |            |                           |                           |                           |                           |

Em negrito os clubes classificados e em itálico os clubes que jogam a segunda partida como mandantes.

### Final

#### Ida
| 12 de novembro | Grêmio           | 1 – 1 | Lajeadense | Hélio Dourado, Eldorado do Sul           |
| 16:00          | Marcos Paulo 59' |       | 51' Gilmar | Público: 8 Árbitro: RS Daniel Nobre Bins |

| Grêmio | Lajeadense |

| GO               | 1  | Ygor            |     |     |
| LD               | 2  | Canavarros      | 59' |     |
| ZA               | 3  | Denilson        | 85' |     |
| ZA               | 4  | Mancini         |     | 69' |
| LE               | 6  | Marcelo Hermes  |     |     |
| VO               | 5  | Moisés          |     |     |
| MC               | 8  | Arthur          |     |     |
| MC               | 11 | Felipe Ferreira |     | 69' |
| MD               | 7  | Jeferson        |     |     |
| ME               | 10 | Leandro Canhoto | 63' |     |
| AT               | 9  | Marcos Paulo    |     |     |
| Substituições:   |    |                 |     |     |
| GO               | 12 | Gritti          |     |     |
| VO               | 13 | Parrudo         |     |     |
| ZA               | 14 | Lucas Rex       |     |     |
| MC               | 15 | Denner          |     |     |
| LE               | 16 | Jardiel         |     |     |
| AT               | 17 | Guilherme       |     | 69' |
| MC               | 18 | Lucas Gabriel   |     |     |
| MC               | 19 | Lima            |     | 69' |
| AT               | 21 | Nícolas Careca  |     |     |
| Treinador:       |    |                 |     |     |
| Raul Maia Cabral |    |                 |     |     |

| GO                | 1  | Giovani     |     |     |
| LD                | 2  | Thiago      |     |     |
| ZA                | 3  | Laércio     | 69' |     |
| VO                | 4  | Everton     | 56' |     |
| LE                | 6  | Goiano      |     |     |
| VO                | 5  | Fabio Rosa  |     |     |
| VO                | 7  | Rudiero     |     |     |
| VO                | 8  | Mateus      |     |     |
| MC                | 10 | Paulo Josue |     | 85' |
| MC                | 11 | Juninho     |     | 62' |
| AT                | 9  | Gilmar      |     |     |
| Substituições:    |    |             |     |     |
| GO                | 12 | Jonathan    |     |     |
| ZA                | 13 | Anelka      |     |     |
| ZA                | 14 | Du          |     |     |
| LD                | 15 | Higor       | 80' | 62' |
| LE                | 16 | Willian     |     |     |
| MC                | 17 | João Felipe |     |     |
| AT                | 18 | Lima        |     |     |
| AT                | 19 | Kennedy     |     | 85' |
| Treinador:        |    |             |     |     |
| Luiz Carlos Winck |    |             |     |     |

| Bandeirinhas: RS Lucio Flor RS Antonio Padilha Quarto árbitro: RS Marco Paim |

#### Volta
| 16 de novembro | Lajeadense | 2 – 0 | Grêmio | Estádio Alviazul, Lajeado |
| 20:00          |            |       |        | Árbitro: RS               |

## Estatísticas

### Públicos
| Nº | Público[PP] | Mandante      | Placar | Visitante     | Estádio        | Data          | Rodada | Ref.   |
| -- | ----------- | ------------- | ------ | ------------- | -------------- | ------------- | ------ | ------ |
| 1  | 535         | Bagé          | 1 – 1  | Grêmio        | Pedra Moura    | 3 de agosto   | 1ª     | [ 3 ]  |
| 2  | 211         | São Paulo-RS  | 1 – 1  | Santa Cruz-RS | Aldo Dapuzzo   | 24 de agosto  | 4ª     | [ 4 ]  |
| 3  | 197         | Lajeadense    | 0 – 1  | Santa Cruz-RS | Alviazul       | 3 de agosto   | 1ª     | [ 5 ]  |
| 4  | 172         | Bagé          | 3 – 0  | São Paulo-RS  | Pedra Moura    | 31 de agosto  | 5ª     | [ 6 ]  |
| M  | 143         | Média         | Média  | Média         | Média          | Média         | Média  | Média  |
| 5  | 135         | Santa Cruz-RS | 2 – 1  | Bagé          | Plátanos       | 17 de agosto  | 3ª     | [ 7 ]  |
| 6  | 125         | Santa Cruz-RS | 3 – 2  | Farroupilha   | Plátanos       | 7 de setembro | 6ª     | [ 8 ]  |
| 7  | 117         | Santa Cruz-RS | 1 – 2  | Grêmio        | Plátanos       | 11 de agosto  | 2ª     | [ 9 ]  |
| 8  | 72          | Farroupilha   | 3 – 1  | Guarani       | Nicolau Fico   | 2 de agosto   | 1ª     | [ 10 ] |
| 9  | 65          | Guarani       | 1 – 0  | Grêmio        | Edmundo Feix   | 25 de agosto  | 4ª     | [ 11 ] |
| 10 | 52          | Grêmio        | 1 – 0  | Farroupilha   | CT de Eldorado | 30 de agosto  | 5ª     | [ 12 ] |
| 11 | 32          | Lajeadense    | 2 – 1  | Bagé          | Alviazul       | 6 de setembro | 6ª     | [ 13 ] |
| 12 | 23          | Bagé          | 0 – 0  | Farroupilha   | Pedra Moura    | 11 de agosto  | 2ª     | [ 14 ] |

#### Média de Público
Atualizado até a 6ª rodada
| - Por equipe 1. Bagé — 243 2. São Paulo-RS — 211 3. Santa Cruz-RS — 126 4. Lajeadense — 115 5. Farroupilha — 72 6. Guarani-VA — 65 7. Grêmio — 52 | - Por rodada \| 1ª — 268 2ª — 70 3ª — 135 4ª — 138 5ª — 112 6ª — 79 \| |
| 1ª — 268 2ª — 70 3ª — 135 4ª — 138 5ª — 112 6ª — 79                                                                                               |                                                                        |

### Desempenho dos Clubes
| Rodadas na primeira posição | Rodadas na primeira posição | Rodadas na primeira posição | Rodadas na primeira posição | Rodadas na primeira posição | Rodadas na primeira posição | Rodadas na primeira posição | Rodadas na primeira posição | Rodadas na primeira posição | Rodadas na primeira posição | Rodadas na primeira posição | Rodadas na primeira posição | Rodadas na primeira posição | Rodadas na primeira posição |
| --------------------------- | --------------------------- | --------------------------- | --------------------------- | --------------------------- | --------------------------- | --------------------------- | --------------------------- | --------------------------- | --------------------------- | --------------------------- | --------------------------- | --------------------------- | --------------------------- |
| 1                           | 2                           | 3                           | 4                           | 5                           | 6                           | 7                           | 8                           | 9                           | 10                          | 11                          | 12                          | 13                          | 14                          |
| Farroupilha                 | Farroupilha                 | Santa Cruz                  | Santa Cruz                  | Santa Cruz                  | Santa Cruz                  | Santa Cruz                  | Grêmio                      | Grêmio                      | Grêmio                      | Grêmio                      | Grêmio                      | Lajeadense                  | Lajeadense                  |

| Rodadas na última posição | Rodadas na última posição | Rodadas na última posição | Rodadas na última posição | Rodadas na última posição | Rodadas na última posição | Rodadas na última posição | Rodadas na última posição | Rodadas na última posição | Rodadas na última posição | Rodadas na última posição | Rodadas na última posição | Rodadas na última posição | Rodadas na última posição |
| ------------------------- | ------------------------- | ------------------------- | ------------------------- | ------------------------- | ------------------------- | ------------------------- | ------------------------- | ------------------------- | ------------------------- | ------------------------- | ------------------------- | ------------------------- | ------------------------- |
| 1                         | 2                         | 3                         | 4                         | 5                         | 6                         | 7                         | 8                         | 9                         | 10                        | 11                        | 12                        | 13                        | 14                        |
| Guarani                   | Guarani                   | Guarani                   | Lajeadense                | Lajeadense                | Guarani                   | Farroupilha               | Farroupilha               | Farroupilha               | Farroupilha               | Farroupilha               | Farroupilha               | Farroupilha               | Farroupilha               |

### Dados disciplinares
| Equipe        | Jogos | Penalizado com cartão amarelo | Penalizado · Penalizado · Expulso | Expulso | RFP |
| ------------- | ----- | ----------------------------- | --------------------------------- | ------- | --- |
| Bagé          | 7     | 18                            | 1                                 | 2       | 7º  |
| Farroupilha   | 6     | 22                            | 0                                 | 0       | 5º  |
| Grêmio        | 7     | 16                            | 3                                 | 0       | 2º  |
| Guarani-VA    | 7     | 23                            | 0                                 | 1       | 6º  |
| Lajeadense    | 6     | 16                            | 0                                 | 1       | 3º  |
| São Paulo-RS  | 6     | 14                            | 0                                 | 0       | 1º  |
| Santa Cruz-RS | 7     | 20                            | 0                                 | 1       | 4º  |

### Artilharia
Atualizado até a 8ª rodada
4 gols
- Bagé - Fernandinho

3 gols
- Grêmio - Marcos Paulo
- Santa Cruz-RS - Ramón
- São Paulo-RS - Diego Sapata

2 gols
| - Farroupilha - Carlos Alberto - Farroupilha - Fábio Alemão - Grêmio - Canhoto | - Guarani-VA - Carlão - Lajeadense - Lima - Lajeadense - Mateus | - São Paulo-RS - Mano Garcia - Santa Cruz-RS - Cleiton |

1 gol
| - Bagé - Gabriel - Bagé - Serjão - Farroupilha - Kesler - Farroupilha - Luis André - Guarani-VA - Carlinhos - Guarani-VA - Paulinho - Guarani-VA - Matão | - Grêmio - Aguilar - Grêmio - Everton - Grêmio - Jeferson - Lajeadense - Lucas - Lajeadense - Laécio - Lajeadense - Paulo Josué - São Paulo-RS - Vavá | - São Paulo-RS - Dudu - Santa Cruz-RS - Caio - Santa Cruz-RS - Kleyton - Santa Cruz-RS - Rafinha - Santa Cruz-RS - Renan Guerra - Santa Cruz-RS - Vagner Garibaldi - Santa Cruz-RS - William Campos |

Gol(s) contra
- Farroupilha - Igos (para o Guarani-VA)
- Grêmio - Marcos Paulo (para o São Paulo-RS)

## Premiação
| Campeonato da Região Sul-Fronteira - 2014 |
| ----------------------------------------- |
| Lajeadense Campeão (1º título)            |

## Ver Também
- Campeonato Gaúcho de Futebol de 2014
- Campeonato Gaúcho de Futebol - Segunda Divisão (Série B) de 2014
- Campeonato Gaúcho de Futebol Amador de 2014
- Copa FGF de 2014
- Campeonato da Região Metropolitana de 2014
- Campeonato da Região Serrana de 2014
- Super Copa Gaúcha de 2014
- Recopa Gaúcha de 2015